# 羅伯特·昆茲
羅伯特·昆茲（英文：Robert Edward Coontz，1864年6月11日—1935年1月26日）海軍上將，美國海軍作戰部長與美國艦隊總司令。

## 早年生活
昆茲生於密蘇里州漢尼拔鎮，1885年畢業於美國海軍官校，在他獲得少尉任命前，曾在蒸氣單桅戰船莫希干號（USS Mohican）與朱尼塔號（USS Juniata），鐵殼砲艇加利納號（USS Galena）與加護巡洋艦亞特蘭大號（USS Atlanta）等船艦上服役，並協助開發出現代的海軍通信密碼。在尉級軍官時代，他曾先後服務於海軍部的航海署與兵工署，也曾參與美國海岸測量工作，以及在加護巡洋艦費城號（USS Philadelphia，C-4）與查理斯頓號（USS Charleston，C-2）上的海上勤務。其中在查理斯頓號上執勤時，參與了美西戰爭中砲擊關島與馬尼拉的任務。
昆茲於1907年升少校，擔任戰列艦內布拉斯加號副長，該艦也是美國巡航世界的白色大艦隊的一員。1909年升中校，並擔任海軍官校軍官候補生（mideshipmen）指揮官。1912年到1914年間出任關島總督。晉升為上校後接任戰列艦喬治亞號艦長，參與了在墨西哥與海地的戰鬥勤務，然後再擔任普吉特灣海軍造船場與海軍第十三軍區指揮官。在這些職務上，昆茲被認為是一位相當有能力的管理人才。1918年，昆茲少將被調到華盛頓短時間代理海軍作戰部長後，晉升中將並出任大西洋艦隊的第七軍區司令兼戰鬥艦戰隊長。1919年9月改任太平洋艦隊戰鬥艦第6戰隊長，11月便接替班森上將出任海軍作戰部長。

## 海軍作戰部長與美國艦隊總司令
昆茲上將接任海軍作戰部長時，正好碰上一連串的問題，例如戰後的財政緊縮所造成的海軍經費減少，華盛頓裁軍會議（Washington Naval Conference，1921年11月12日－1922年2月6日），以及海軍內部對於艦隊與海軍新技術運用與維護與爭議等。不過昆茲將軍還是一一解決這些問題與爭議，建立了美國艦隊（United States Fleet）的制度，開始發展美國海軍的潛艦與航空武力，並加強海軍作戰部長在海軍部中的地位。
昆茲將軍於1923年中卸任，並出任其一手創建的美國艦隊總司令（CINCUS，由於發音像「sink us」，於是在金恩上將接任總司令後，改簡稱為COMIN-CH）。1925年，他率領艦隊橫越太平洋訪問紐西蘭與澳洲，這是自白色大艦隊的世界巡航之後，美國海軍的戰鬥艦隊第一次進行的大規模操練，並顯示美國海軍的戰略焦點移回太平洋地區。從1925年10月到1928年6月，昆茲出任海軍第五軍區司令（諾福克），並回復少將階，這是昆茲最後一項海軍勤務。

## 退休
退休後，昆茲仍相當活躍於海軍與政界，他曾在1930年被短暫召回以研究阿拉斯加地區的鐵路問題，也在1932年出任海外退伍軍人協會（Veterans of Foreign Wars）的主席，同一年也在美國民主黨芝加哥大會中代表阿拉斯加地區。直到1934年因一系列的心臟疾病才被迫停止。昆茲上將於1935年1月26日病逝於華盛頓州的布雷默頓海軍醫院。

## 榮譽
人員運輸艦昆茲上將號（USS Admiral R. E. Coontz，AP-122）與飛彈驅逐艦昆茲號（USS Coontz，DL-9/DLG-9/DDG-40）用以榮耀昆茲上將。
| 前任： 威廉·班森 | 美國海軍作戰部長 1919年-1923年 | 繼任： 愛德華·艾伯爾 |

## 註解
1. ↑  後改名亞歷山大·帕奇上將號（USS General Alexander M. Patch，T-AP-122），見NavSource Naval History （页面存档备份，存于）

## 外部連結
Admiral Robert E. Coontz, USN－NAVAL HISTORICAL CENTER

Admiral R. E. Coontz－Dictionary of Naval Fighting Ships